# みんなの青春のぞき見TV TEEN!TEEN!
『みんなの青春のぞき見TV TEEN!TEEN!』（みんなのせいしゅんのぞきみテレビ ティーン ティーン）は、RKB毎日放送（RKBテレビ）で放送されていたバラエティ番組（福岡県ローカル）である。2014年4月21日開始、2017年3月23日未明（22日深夜）終了。

## 概要
当初は1990年10月から2014年3月まで23年半にわたって放送された情報番組『探検!九州』の後継番組として、月曜19:00からの1時間番組としてスタートした。
2014年3月13日放送の『今日感テレビ』で当番組の概要・レギュラー出演者が発表され、司会陣にお笑いコンビのピースと当時福岡県を拠点に活動していたローカルアイドルグループ「Rev. from DVL」の橋本環奈が起用されることとなった。ピースは九州のローカル番組は当番組が初レギュラーである。
番組のコンセプトは、「世代を超えた ど★ローカル青春バラエティー」。主に福岡県内の高校生の「今」と大人世代の青春時代を“のぞき見”するという内容。
2015年4月から放送時間を月曜23:53からに移動、放送時間も42分に短縮された。さらに2016年4月の改編で水曜深夜（木曜未明）0:10からの45分間に変更。
2015年9月から翌年にかけてTBSチャンネル1でも、1時間時代の一部の回が放送された。放送時間は不定。その後無料動画配信サービスである「TBS FREE by TBSオンデマンド」での配信に変更され、最新回のみ視聴可能だった。
2016年10月26日深夜（27日未明）から中国放送（RCC・広島県）でも水曜深夜（木曜未明）1:15 - 2:00の枠で放送を開始した。また、RCC制作の広島県ローカル番組『カンムリ』も同時期にRKBが遅れネットを開始している。
綾部の渡米表明や、橋本の高校卒業および所属グループ解散などの事情が重なったこともあり、2017年3月をもって3年間の歴史に幕を下ろした。

## 出演者
- MC
  - ピース（又吉直樹・綾部祐二）
  - 橋本環奈（放送当時Rev. from DVL）
- リポーター
  - 服部さやか（福岡吉本所属、元LinQ）

## コーナー

### 今回の訪問校は
MC陣が高校を訪問する。（2014年4月21日～）
| 訪問校一覧 | 訪問校一覧             | 訪問校一覧                       | 訪問校一覧 |
| NO         | 放送日                 | 訪問校                           |            |
| 1          | 2014年4月21日,28日     | 九州国際大学付属高等学校         |            |
| 2          | 2014年5月5日,12日      | 九州産業大学付属九州産業高等学校 |            |
| 3          | 2014年5月19日,26日     | 福岡雙葉高等学校                 |            |
| 4          | 2014年6月2日,9日       | 祐誠高等学校                     |            |
| 5          | 2014年6月16日,23日     | 東福岡高等学校                   |            |
| 6          | 2014年7月14日,21日     | 福岡県立香椎高等学校             |            |
| 7          | 2014年7月28日・8月11日 | 博多高等学校                     |            |
| 8          | 2014年8月18日          | 柳川高等学校                     |            |
| 9          | 2014年9月1日           | 福岡県立水産高等学校             |            |
| 10         | 2014年9月8日           | 沖学園高等学校                   |            |
| ---------- | ---------------------- | -------------------------------- | ---------- |

### 素晴らしき哉、校歌
校歌を紹介する。（2014年4月21日～）
| 登場校一覧 | 登場校一覧         | 登場校一覧                       | 登場校一覧 |
| NO         | 放送日             | 登場校                           |            |
| 1          | 2014年4月21日,28日 | 九州国際大学付属高等学校         |            |
| 2          | 2014年5月5日       | 九州産業大学付属九州産業高等学校 |            |
| 3          | 2014年5月12日      | 東筑紫学園高等学校               |            |
| 4          | 2014年5月19日      | 福岡雙葉高等学校                 |            |
| 5          | 2014年5月26日      | 大和青藍高等学校                 |            |
| 6          | 2014年6月2日       | 祐誠高等学校                     |            |
| 7          | 2014年6月9日       | 福岡県立玄界高等学校             |            |
| 8          | 2014年6月16日      | 東福岡高等学校                   |            |
| 9          | 2014年6月23日      | 福岡県立小倉高等学校             |            |
| 10         | 2014年7月14日      | 福岡県立香椎高等学校             |            |
| 11         | 2014年7月21日      | 福岡県立北筑高等学校             |            |
| 12         | 2014年7月28日      | 博多高等学校                     |            |
| 13         | 2014年8月11日      | 筑紫女学園高等学校               |            |
| 14         | 2014年8月18日      | 柳川高等学校                     |            |
| 15         | 2014年9月1日       | 福岡県立水産高等学校             |            |
| ---------- | ------------------ | -------------------------------- | ---------- |

### 若気のナタリー
「若気の至り」エピソードを披露する。（2014年4月21日～）
| ナタリー一覧 | ナタリー一覧  | ナタリー一覧                            | ナタリー一覧 |
| NO           | 放送日        | 紹介者                                  |              |
| 1            | 2014年4月21日 | ピース(綾部祐二・又吉直樹)              |              |
| 2            | 2014年4月28日 | 『ライブドア』の元社長・堀江貴文        |              |
| 3            | 2014年6月2日  | 直方高等学校の同窓会                    |              |
| 4            | 2014年6月16日 | 『資さんうどん』の会長・大西章資さん    |              |
| 5            | 2014年7月14日 | 福岡高等学校と東筑高等学校の同窓会      |              |
| 6            | 2014年7月28日 | 『お仏壇のはせがわ』の2代目・長谷川裕一 |              |
| 7            | 2014年9月15日 | ムツゴロウさん（畑正徳さん）            |              |
| ------------ | ------------- | --------------------------------------- | ------------ |

### ハイスクールミステリー
高校の不思議な校則や伝説を紹介する。（2014年4月21日～）
| 登場校一覧 | 登場校一覧    | 登場校一覧         | 登場校一覧 |
| NO         | 放送日        | 登場校             |            |
| 1          | 2014年4月21日 | 玄界高校、水産高校 |            |
| 2          | 2014年5月5日  | 太宰府高校         |            |
| 3          | 2014年5月12日 | 久留米商業高校     |            |
| 4          | 2014年5月19日 | 嘉穂東高校         |            |
| 5          | 2014年5月26日 | 大和青藍高校       |            |
| ---------- | ------------- | ------------------ | ---------- |

### 青春の必需品　TEENコレ
青春の必需品アイテムを紹介する。（2014年4月28日～）
| アイテム一覧 | アイテム一覧  | アイテム一覧                                             | アイテム一覧 |
| NO           | 放送日        | アイテム                                                 |              |
| 1            | 2014年4月28日 | ソックタッチ                                             |              |
| 2            | 2014年5月5日  | 高校生のおもしろ画像                                     |              |
| 3            | 2014年5月19日 | 学生服                                                   |              |
| 4            | 2014年5月26日 | 久留米のタウン誌「月刊くるめ」の人気コーナー「いちご姫」 |              |
| 5            | 2014年6月2日  | プリクラ                                                 |              |
| 6            | 2014年6月9日  | シャープペンシル「クルトガ」                             |              |
| 7            | 2014年6月16日 | 制汗剤「シーブリーズ」と「8×4」                          |              |
| 8            | 2014年8月11日 | チャイム                                                 |              |
| ------------ | ------------- | -------------------------------------------------------- | ------------ |

### ～科学の９９％は汗でできている～　ど根性科学部
汗と涙の科学部の活動を追う。（2014年5月12日～）
| テーマ一覧 | テーマ一覧  | テーマ一覧         | テーマ一覧         | テーマ一覧 |
| NO         | 放送日      | 高校               | テーマ             |            |
| 1          | 2014年5月12 | 東筑紫学園高等学校 | 「石の水切り」     |            |
| 2          | 2014年6月23 | 小倉高等学校       | 「レオナルドの橋」 |            |
| ---------- | ----------- | ------------------ | ------------------ | ---------- |

### もう一つの甲子園
部活動を紹介する。（2014年8月11日～）
| 内容一覧 | 内容一覧       | 内容一覧                  | 内容一覧 |
| NO       | 放送日         | 内容                      |          |
| 1        | 2014年8月11日  | カルタ甲子園              |          |
| 2        | 2014年8月18日  | 戸畑高等学校 応援団       |          |
| 3        | 2014年8月25日  | 城東高等学校 ダンス部     |          |
| 4        | 2014年11月10日 | 九州産業高等学校 吹奏楽部 |          |
| -------- | -------------- | ------------------------- | -------- |

### 熱血教室
ゲストが授業を行う。（2014年9月8日～）
| ゲスト一覧 | ゲスト一覧     | ゲスト一覧             | ゲスト一覧 |
| NO         | 放送日         | ゲスト                 |            |
| 1          | 2014年9月8日   | 堀江貴文               |            |
| 2          | 2014年10月27日 | ナオト・インティライミ |            |
| ---------- | -------------- | ---------------------- | ---------- |

### 走れ！１７歳のジケン記者
高校生たちが、授業では教えてもらえない世の中のいろんなテーマについて調査する。（2014年10月27日～）
| テーマ一覧 | テーマ一覧     | テーマ一覧             | テーマ一覧 |
| NO         | 放送日         | テーマ                 |            |
| 1          | 2014年10月27日 | 「気象予報士のお仕事」 |            |
| ---------- | -------------- | ---------------------- | ---------- |

### その他単発企画
- 玄界高等学校の超ユニークな生徒会長に密着！（2014年6月9日）
- 福岡県立北筑高等学校に伝わる新入生の過酷な英彦山合宿に完全密着！（2014年7月21日）
- 「無人島教室」熊本県・産島を舞台にゴルゴ松本と悩める高校生たちが4日間の無人島生活を過ごす。（2014年8月4日）[4]
- 「夏休みの夢叶えます」男子高校生が憧れのあの人と一日だけのデート！（2014年8月25日）
- 「父の後を継ぐ漁師の息子」さらに漁師を目指す、カッター部部長の夏休みの一日に密着。（2014年9月1日）
- 「デートスポット今昔」小倉のデートスポットに注目！昭和と今ではどう変わったのか？（2014年9月1日）
- 佐賀多久高校のロッククライミング女子が全国大会に挑む！（2014年9月15日）
- 熱血！明善高校 大運動会密着SP（2014年10月13日）
- ラ・サール高校スペシャル（2014年11月3日）

## スタッフ
- プロデューサー：吉賀亜希子
- 企画：伊集院晃生（アクティブハカタ）
- ナレーション：武田早絵（RKBアナウンサー）、中野弘子（演戯集団ばぁくう）ほか

## 関連商品
- DVD『みんなの青春のぞき見TV TEEN!TEEN!』（よしもとミュージック・2014年12月17日発売・YRBN-90886）[5]